# 斯坦利縣 (南達科他州)
斯坦利縣（英語：Stanley County）是美國南達科他州中部的一個縣，東界密蘇里河。面積3,929平方公里。根据美國2000年人口普查，共有人口2,772人。縣治皮爾堡 （Fort Pierre）。
成立於1873年1月8日，縣政府成立於1890年4月23日。縣名紀念美國內戰時期軍官大衛·S·斯坦利 （David Sloane Stanley）。